# 特拉維夫電影資料館

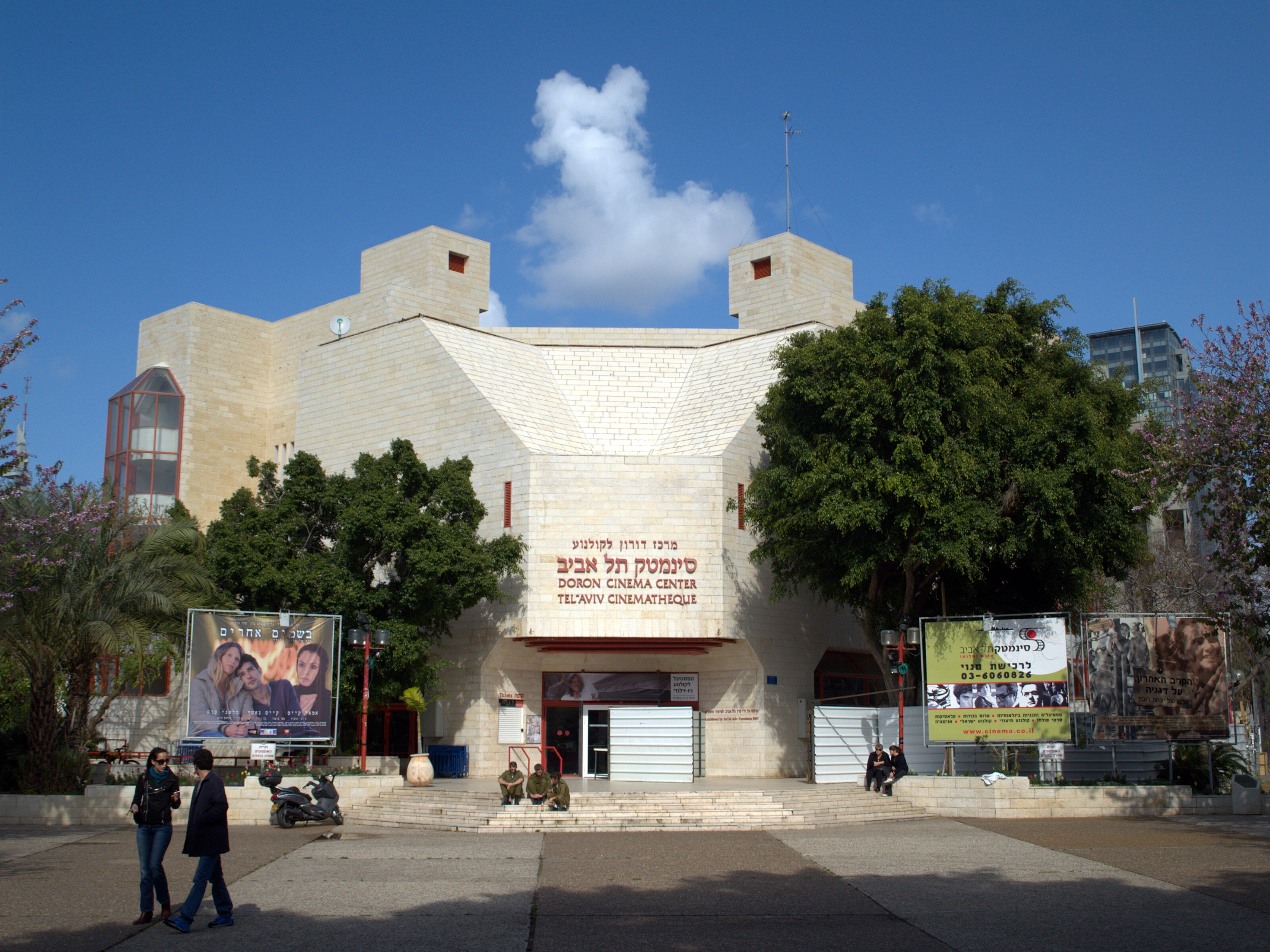
特拉維夫電影資料館

特拉維夫電影資料館（Tel Aviv Cinematheque）是位於以色列城市特拉維夫的一座電影中心和檔案館，於1973年5月12日開業。特拉維夫電影中心擁有五座電影放映廳。特拉維夫電影資料館有時舉辦電影節等活動。現在的電影資料館建築由以色列建築師Salo Hershman設計，開業於1989年。

## 外部連結
- Tel Aviv Ciematheque （页面存档备份，存于） （希伯来文）
- The Israeli Cinema Center